# All or Nothing
All or Nothing – szósty studyjny album amerykańskiego rapera Fat Joego. Zadebiutował na 6. miejscu notowania Billboard 200 ze sprzedażą 106.500 egzemplarzy w pierwszym tygodniu i sprzedano około 300.000 egzemplarzy do tej pory.

## Lista utworów
| #  | Tytuł                         | Producent(ci)               | Wykonawcy                           |
| -- | ----------------------------- | --------------------------- | ----------------------------------- |
| 1  | "Intro"                       | StreetRunner                |                                     |
| 2  | "Does Anybody Know"           | The Runners, DJ Nasty & LVM |                                     |
| 3  | "Safe 2 Say (The Incredible)" | Just Blaze                  |                                     |
| 4  | "So Much More"                | Cool & Dre                  |                                     |
| 5  | "My Fofo"                     | Cool & Dre                  |                                     |
| 6  | "Rock Ya Body"                | Cool & Dre                  |                                     |
| 7  | "Listen Baby"                 | Swizz Beatz                 | Mashonda                            |
| 8  | "Get It Poppin'"              | Scott Storch                | Nelly                               |
| 9  | "Temptation Pt. 1"            | DJ Khaled                   |                                     |
| 10 | "Temptation Pt. 2"            | DJ Khaled                   |                                     |
| 11 | "Everybody Get Up"            | Timbaland                   |                                     |
| 12 | "I Can Do U"                  | Cool & Dre                  |                                     |
| 13 | "So Hot"                      | Cool & Dre                  | R. Kelly                            |
| 14 | "Lean Back (Remix)"           | Lil Jon & Eminem            | Lil Jon, Eminem, Mase & Remy Martin |
| 15 | "Beat Novacane"               | DJ Khaled                   |                                     |
| 16 | "Hold You Down"               | StreetRunner                | Jennifer Lopez                      |

## Notowania albumu
| Lista (2005)                          | Pozycja |
| ------------------------------------- | ------- |
| U.S. Billboard 200                    | 6       |
| U.S. Billboard Top R&B/Hip-Hop Albums | 2       |